# نهر البردوني

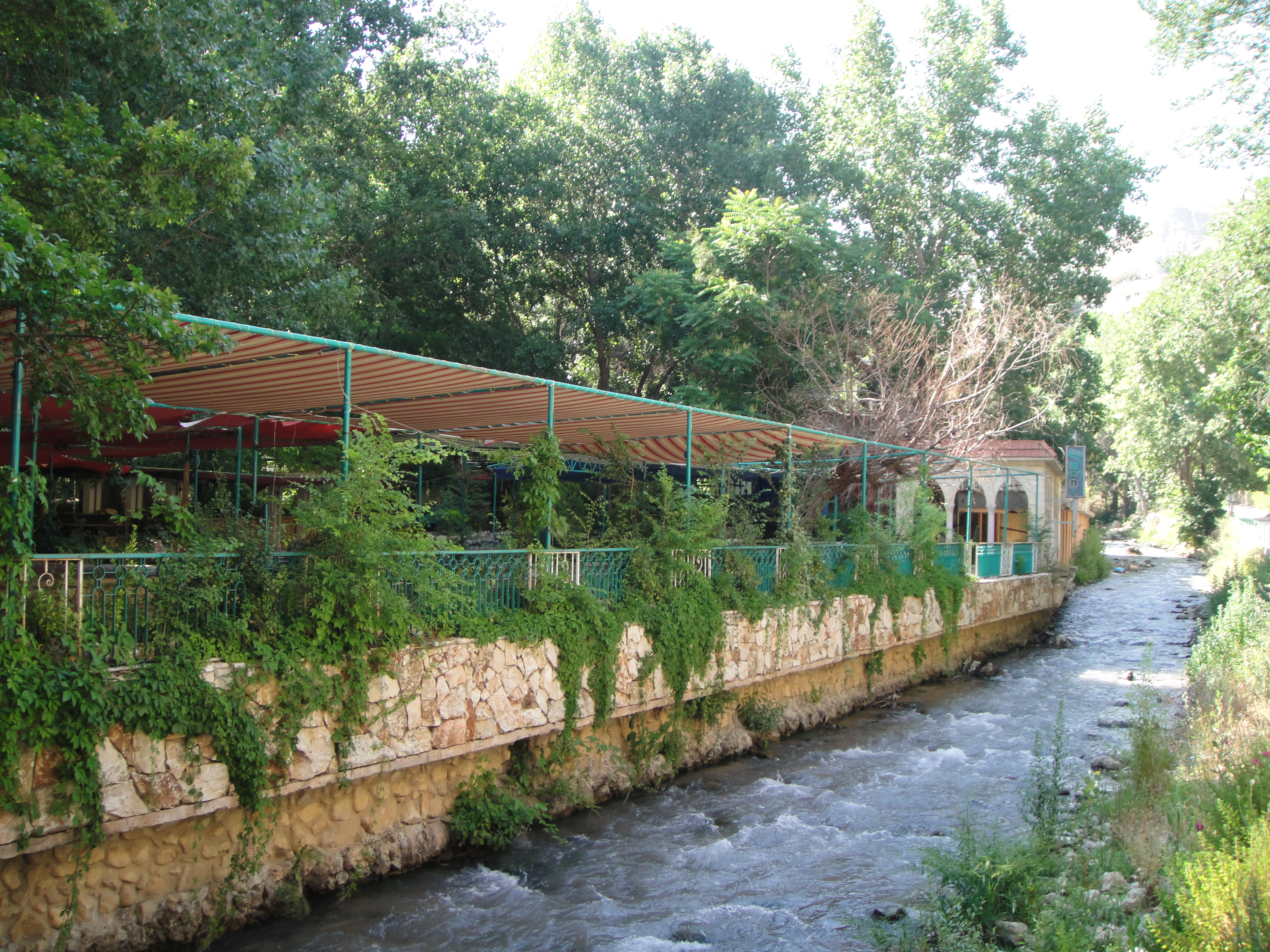

ينبع نهر البردوني على ارتفاع 1350مترًا عن سطح البحر من السفح الشرقي لجبل صنين في بلدة لبنانية إسمها قاع الريم تشتهر بزراعة الفواكه وأهمها الكرز كما وبالمصانع وأشهرها معمل ميموزا للأوراق الصحية ومعمل ريم للمياه المعدنية، مياه نبع البردوني عذبة جداً وبجواره الكثير من معامل تعبئة المياه. يقع النهر وادٍ جميل وأخضر وعلى ضفافه توجد المقاهي والمطاعم. يجتاز النهر قرية قاع الريم ثم وادي العرائش وصولاً إلى مدينة زحلة حيث يصب في نهر الليطاني.